# Badou
Badou este un oraș din Togo, situat nu departe de granița cu Ghana. Activitățile sale economice sunt culturile de cacao și cafea.